# Gare de Boca Raton
 (janvier 2022).
La gare de Boca Raton est une gare ferroviaire américaine à Boca Raton, dans le comté de Palm Beach, en Floride. Elle est située sur la Brightline entre la gare de Fort Lauderdale et la gare de West Palm Beach.